# Санкт Георген ан дер Гузен
Санкт Георген ан дер Гузен (на немски: Sankt Georgen an der Gusen, на немски се произнася Занкт Георген ан дер Гузен, в близък превод Санкт Георген на Гузен) е селище в Северна Австрия, окръг Перг на провинция Горна Австрия. Разположен е на река Гузен. Намира се на 10 km югоизточно от Линц. Населението му е 3653 души към 1 април 2009 г.

## Личности
Родени
- Андреас Майслингер (р. 1955), политолог

## Побратимени градове
- Емполи, Италия